# Драйвер, Бетси
Бетси Драйвер (англ. Betsy Driver) — мэр Флемингтона, штат Нью-Джерси, США и интерсекс-активистка. Она является первым человеком избранным на должность мэра в Соединенных Штатах, сделавшим каминг-аут о том, что она интерсекс-человек.

## Биография
Драйвер родилась в Буффало, штат Нью-Йорк, в 1964 году. Она родилась с врожденной гиперплазией коры надпочечников (ВГКН). В тридцатилетнем возрасте она узнала о том, что она интерсекс и что в возрасте восьми месяцев ей провели ряд операций на гениталиях. По её словам, ей и её матери сказали, что она была единственной, у кого было такое состояние.

## Карьера
Драйвер была журналистом и продюсером в CBS News. После того, как в 2001 году она присоединилась к сообществу женщин с ВГКН, она стала соучредителем «Bodies Like Ours», онлайн-форума для людей с интерсекс-вариациями. В 2003 году Драйвер стала исполнительным директором «Bodies Like Ours». Вместе Эми Кояма (также соучредителем «Bodies Like Ours»), они были выбраны для открытия дня интерсекс-людей, который проводится 26 октября по всему миру.
Когда в 2017 году Драйвер решила баллотироваться на место в городском совете во Флемингтоне, она узнала, что её соперники планируют в своих целях воспользоваться данными а её ориентации. Она написала статью о дне интерсекс-людей на своей странице в Facebook, и эта тема доставила проблем в её предвыборной кампании. В 2017 году Драйвер была избрана в городской совет Флемингтона, где она прослужила два года, прежде чем стать мэром. Она является первым человеком избранным на должность мэра в Соединенных Штатах, сделавшим каминг-аут о том, что она интерсекс-человек, и вторым в мире после австралийца Тони Бриффа.
Она была выбрана в качестве главного маршала 50-го парада гордости в Манхэттене и признана Heritage of Pride общественным героем в 2019 году.

## Личная жизнь
C 2007 года Драйвер живёт во Флемингтоне вместе с своей женой и двумя сыновьями.